# Crush (bebida)
Crush é uma marca de refrigerante disponível em vários sabores.
A bebida foi concebida por Clayton J. Powel em 1911, quando fechou uma parceria para a criação da empresa Orange Crush Company.
No Brasil, a Crush foi fabricada nos sabores laranja e uva pelas indústrias Golé e a Pakera, então franqueadas pela multinacional Cadbury Schweppes até o cancelamento da licença e a interrupção da produção.
Em 2011, a Coca-Cola Norsa adquiriu a licença para explorar a marca em refrigerantes no sabor caju (Crush Cajuína) e no sabor guaraná, sendo comercializado nos estados que a Coca-Cola Norsa atua, como o Ceará, Piauí, Bahia e Rio Grande do Norte.
A marca também está presente no seu país de origem, nos Estados Unidos e também no Canadá e em outros países da América Latina, em sabores como: cereja, morango, uva, pêssego e abacaxi.